# エセックス (戦列艦・3代)
|          | |
| 艦歴     | |
| 発注:    | 1759年1月31日 |
| 建造:    | ウェルズ&スタントン造船所 （ロザーハイス）                                                                                   |
| 進水:    | 1760年8月28日 |
| その後:  | 1799年売却 |
| 性能諸元 | |
| クラス:  | エセックス級戦列艦 |
| 全長:    | 砲列甲板：158ft（48m） 竜骨：129ft 9in（39.5m）                                                                              |
| 全幅:    | 44ft 2in（13.5m） |
| 喫水:    | 18ft 10in（5.7m） |
| 機関:    | 帆走（3本マストシップ） |
| 兵装:    | 64門： 上砲列：18ポンド（8kg）砲26門 下砲列：24ポンド（11kg）砲26門 後甲板：4ポンド（2kg）砲10門 艦首楼：9ポンド（4kg）砲2門 |

エセックス（HMS Essex）はトーマス・スレード設計のエセックス級64門3等戦列艦。1760年8月28日にロザーハイスで進水した。